# Sitio de Tiana
El sitio de Tiana, llevado a cabo por el califato omeya entre 707-708 o 708-709, fue una respuesta a la derrota sufrida por el Imperio bizantino alrededor del año 706. Las fuerzas árabes invadieron territorio bizantino y sitiaron la ciudad durante el verano de 707 o 708. La fecha exacta es incierta debido a las discrepancias entre las fuentes griegas, árabes y siríacas. Tiana resistió inicialmente el asedio y el ejército omeya enfrentó serias dificultades durante el invierno siguiente, considerando retirarse en primavera. Sin embargo, a pesar de la llegada de un ejército de socorro enviado por el emperador Justiniano II, el resultado culminó en una victoria omeya debido a disputas entre sus generales y a la inexperiencia de gran parte de su ejército. En consecuencia, los habitantes de la ciudad se vieron obligados a rendirse. A pesar de los acuerdos establecidos, los invasores saquearon Tiana, destruyeron parte de la ciudad y, según fuentes bizantinas, capturaron y deportaron a sus habitantes, dejando la ciudad desierta.

## Antecedentes

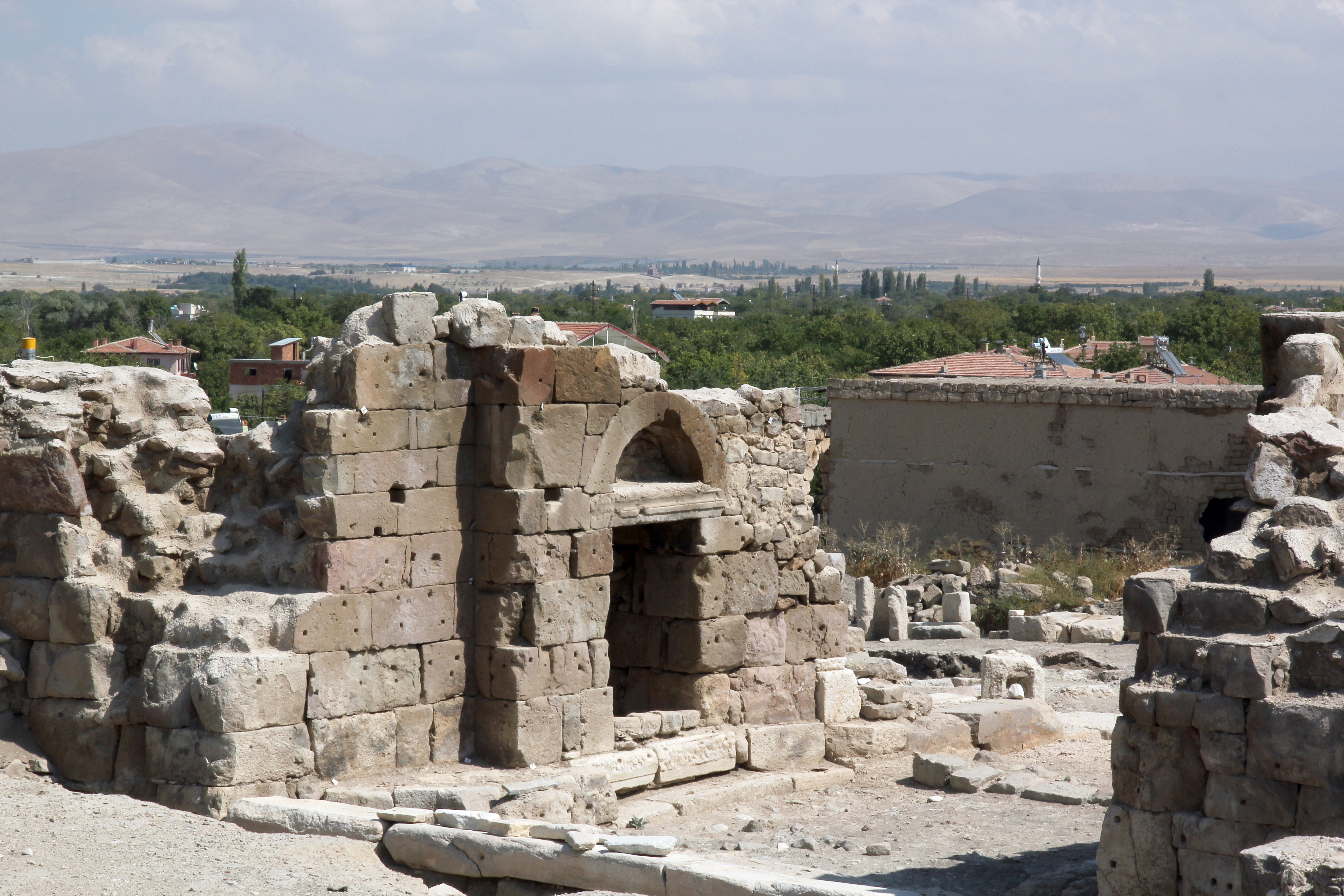
Ruinas de Tiana

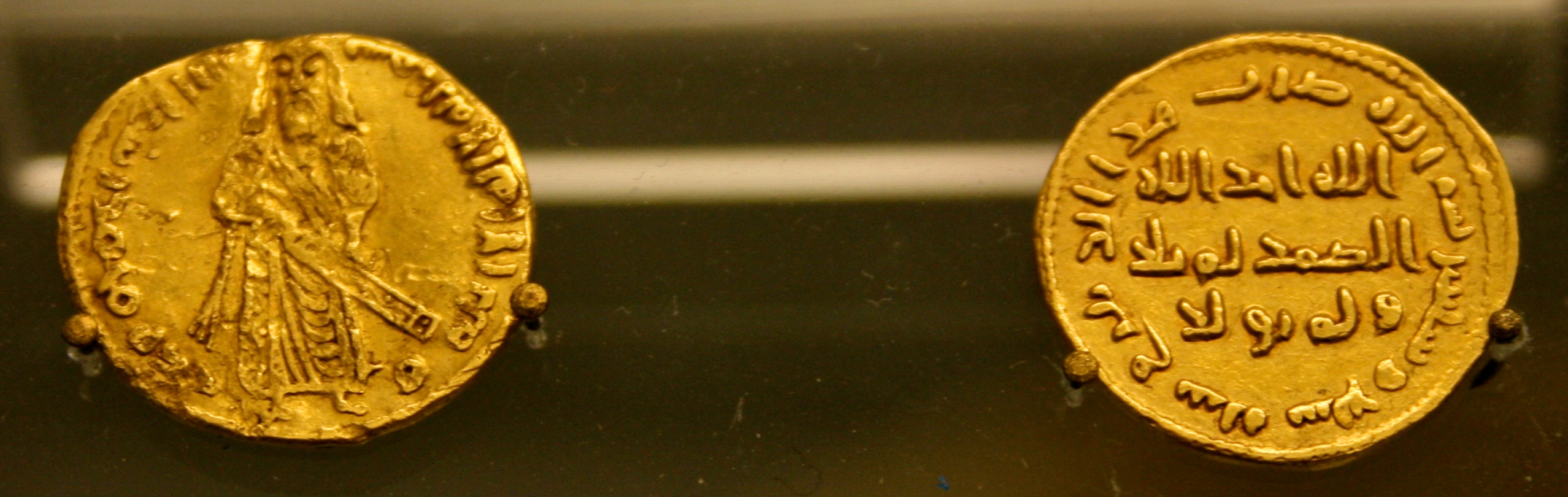
Dinar de oro de Abd al-Málik

En 692/693, el emperador bizantino Justiniano II (r. 685-695, 705-711) y el califa omeya Abd al-Málik (r. 685-705) rompieron la tregua establecida entre el Imperio bizantino y el califato omeya desde 679, tras el intento fallido de los musulmanes de tomar Constantinopla. Durante la tregua, los bizantinos obtuvieron importantes beneficios financieros y territoriales, que consolidaron al aprovechar la implicación del gobierno omeya en la segunda guerra civil musulmana (680-692). Hacia 692, los omeyas comenzaron a consolidarse como vencedores en dicho conflicto, y Abd al-Malik inició una serie de provocaciones para reanudar las hostilidades. Justiniano, confiado por sus éxitos previos, respondió de forma similar. Los omeyas acusaron a los bizantinos de violar el tratado, invadieron su territorio y derrotaron al ejército imperial en la batalla de Sebastópolis en 693. Tras esta victoria, los árabes recuperaron rápidamente el control de Armenia y reanudaron sus incursiones en la frontera oriental de Asia Menor, que culminarían en un segundo intento de conquistar Constantinopla entre 716 y 718. Por su parte, Justiniano perdió el trono en 695, iniciando un periodo de veinte años de inestabilidad interna que debilitó gravemente al Imperio bizantino.

## Campaña árabe contra Tiana
Maimun al-Gurgunami ("Maimun el Mardaíta") invadió Cilicia, como parte de las incursiones árabes, pero el general bizantino Mariano, al mando de un ejército, lo derrotó cerca de Tiana. La fecha de esta campaña es incierta: aunque Al-Baladhuri la sitúa durante el reinado de Abd al-Malik (fallecido en 705), los académicos modernos suelen datarla en 706. Según Al-Baladhuri, Maimun, antiguo esclavo de la hermana del califa Muawiyah, quien había huido con los mardaítas, un grupo de rebeldes cristianos en el norte de Siria. Tras someter a los mardaítas, el general Maslama ibn Abd al-Malik, impresionado por su valentía, liberó a Maimun, le asignó un mando militar y prometió vengar su eventual muerte.
Como resultado, Maslama organizó una nueva campaña contra Tiana, con su sobrino Al-Abbás ibn al-Walid como cocomandante. La cronología de esta expedición también es incierta: el cronista bizantino Teófanes el Confesor la ubica en el año 6201 del Calendario bizantino (708/709 o posiblemente 709/710), mientras que fuentes árabes la datan en los años 88 y 89 del año de la Hégira (706/707 y 707/708, respectivamente). Por ello, el asedio se ha fechado entre 707-708 y 708-709.
El ejército árabe sitió Tiana, utilizando máquinas de asedio para atacar sus fortificaciones. Aunque lograron dañar parte de la muralla, no consiguieron entrar en la ciudad. A pesar de varios intentos de asalto, los defensores los repelieron con éxito. Durante el invierno, los árabes enfrentaron una severa escasez de provisiones, lo que los llevó a considerar abandonar el asedio. En primavera, Justiniano II, quien había sido restaurado al trono bizantino en 705, reunió un ejército de reserva bajo el mando de los generales Teodoro Karteroukas y Teofilacto Salibas, y lo envió hacia Tiana. Según los cronistas bizantinos, este ejército además de tropas regulares, incluía campesinos armados, numerosos pero sin ninguna experiencia militar. Los historiadores modernos consideran que esto reflejaba el debilitado estado del ejército regular bizantino, en parte como resultado de las purgas de oficiales tras la restauración de Justiniano y las pérdidas sufridas en la guerra contra los búlgaros.
Al acercarse a Tiana, el ejército bizantino de reserva combatió contra las fuerzas árabes y perdió en la batalla subsiguiente. Teófanes señala que los generales bizantinos discutieron entre sí, lo que resultó en un ataque descoordinado. Los bizantinos perdieron miles de soldados y muchos fueron capturados, mientras que los árabes capturaron el campamento bizantino, se apoderaron de todas las provisiones destinadas a la ciudad asediada y así pudieron continuar el asedio. Con escasez de suministros y sin esperanza de auxilio, los habitantes de Tiana iniciaron negociaciones para rendirse. Los árabes prometieron permitirles salir ilesos, y la ciudad capituló tras nueve meses de asedio (en marzo, según Miguel el Sirio, o entre mayo y junio, según Al-Tabari). Teófanes afirma que los árabes incumplieron su promesa, esclavizaron y deportaron a toda la población al califato, aunque ninguna otra fuente corrobora esta información. Tras saquear Tiana, los árabes la arrasaron por completo.

## Consecuencias

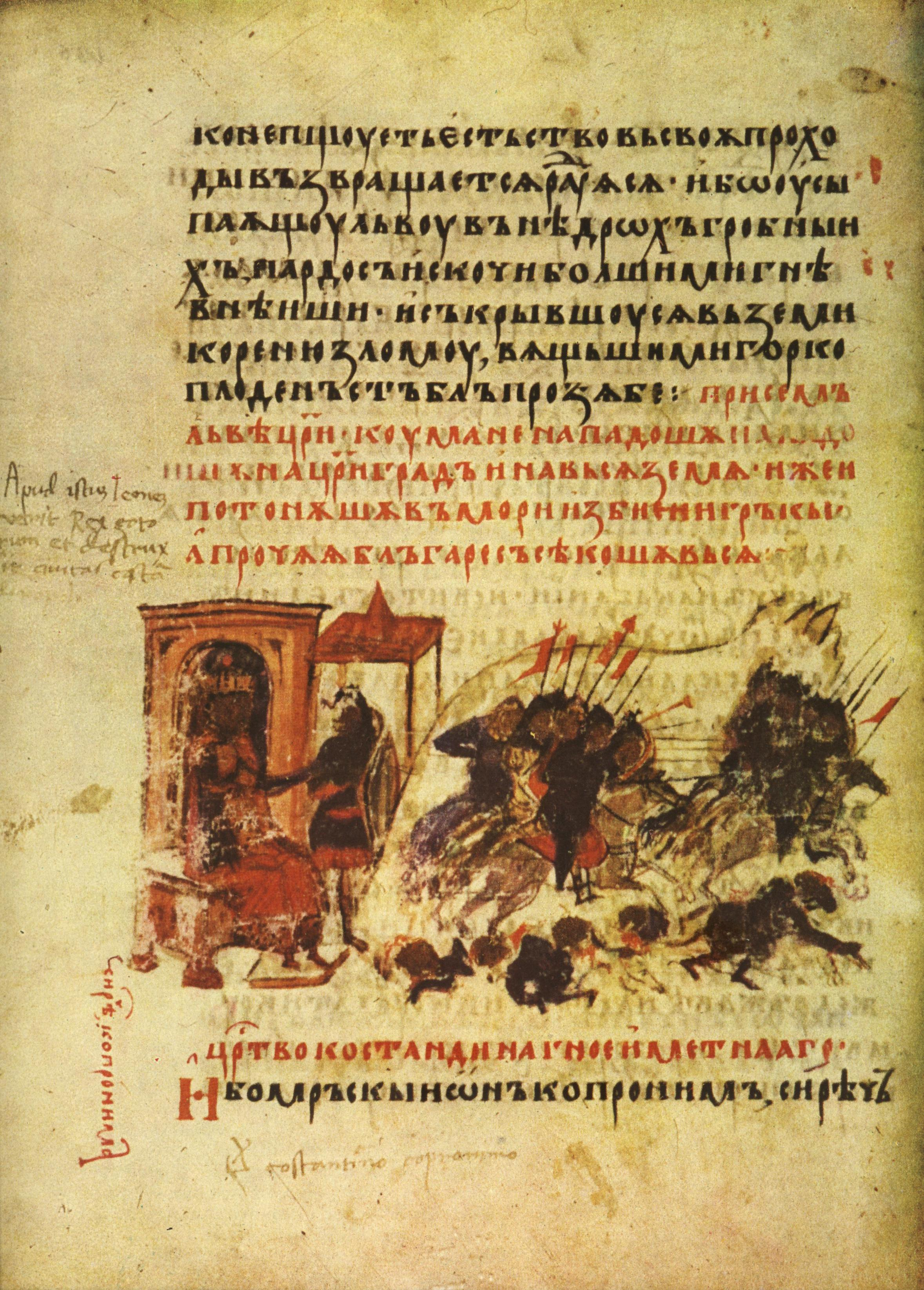
Ataque de las tropas de Maslama durante el sitio de Constantinopla de 717-718, en una traducción búlgara de la Crónica de Constantino Manasés

De acuerdo con los cronistas, tras saquear Tiana, Abás y Maslama dividieron sus fuerzas y lanzaron una campaña en territorio bizantino. La cronología y los objetivos exactos de estas incursiones son inciertos. Las fuentes primarias sitúan los eventos en 709 o 710, lo que podría indicar que ocurrieron inmediatamente después de la caída de Tiana o en el año siguiente. Abás atacó Cilicia y avanzó hacia el oeste hasta Dorylaion, mientras que Maslama capturó las fortalezas de Kamouliana y Heraclea Cybistra, cercanas a Tiana. Según otra interpretación de las fuentes árabes, Maslama también marchó hacia el oeste, tomando Heraclea Póntica y Nicomedia, mientras algunas de sus tropas asaltaron Crisópolis, frente a la propia Constantinopla. Las incursiones árabes continuaron en los años siguientes, incluso durante el asedio de Constantinopla liderado por Maslama entre 717 y 718. Tras el fracaso de este asedio, los ataques omeyas persistieron, pero se enfocaron más en el saqueo y el prestigio que en la conquista territorial. Aunque a principios del siglo VIII los omeyas lograron controlar los distritos fronterizos de Cilicia y la región de Melitene, y a pesar de la destrucción de bastiones bizantinos como Tiana en las décadas siguientes, no consiguieron establecer una presencia permanente al oeste de los Montes Tauro, que pasaron a delimitar la frontera árabe-bizantina durante los dos siglos siguientes.